# X2: Wolverine's Revenge
X2: Wolverine's Revenge is een computerspel gebaseerd op de film X2. Het werd ontwikkeld door Raven Software en uitgegeven door Activision. Het spel werd uitgebracht in 2003, gelijktijdig met de film X2. X2: Wolverine's Revenge is verkrijgbaar voor Xbox, PlayStation 2, GameCube, Gameboy Advance en Windows.
In het spel is Wolverine vergiftigd en heeft hij 48 uur de tijd om een antigif te vinden. Alle sporen leiden naar de Weapon X faciliteit van Department H, het Canadese fort waar Wolverine gecreëerd werd. Het verhaal werd geschreven door stripschrijver Larry Hama.

## Ontvangst
| Beoordeeld door        | Jaar | Platform      | Score |
| ---------------------- | ---- | ------------- | ----- |
| Next Level Gaming      | 2003 | GameCube      | 91%   |
| 4Players.de            | 2003 | GameCube      | 76%   |
| IGN                    | 2003 | Windows       | 65%   |
| Game Over Online       | 2003 | GameCube      | 63%   |
| Game Over Online       | 2003 | Xbox          | 63%   |
| GameSpy                | 2003 | GameCube      | 62%   |
| GameSpot               | 2003 | Xbox          | 58%   |
| Game Informer Magazine | 2003 | GameCube      | 58%   |
| ActionTrip             | 2003 | Windows       | 57%   |
| Game Revolution        | 2003 | PlayStation 2 | 33%   |